# Jovan Mijatović
Jovan Mijatović (Belgrád, 2005. július 11. –) szerb labdarúgó, jelenleg a New York City csapatában játszik.

## Klubi karrier
A Red Star futballakadémián végzett. 2021 tavaszán súlyos térdsérülést szenvedett, ami miatt több hónapot kellett kihagynia. A 2021/22-es szezonban bajnoki címhez segítette a Red Star ifjúsági csapatát. Júliustól szeptemberig 2022 a „Grafičar” klubban játszott, a szerb első ligában 8 mérkőzésen 5 gólt szerzett. Szeptemberben visszatért a Red Starhoz, és felkerült az első csapatba, megkapva a 9-es számú mezt, amelyet korábban Milan Pavkov viselt. október 13-án 2022 debütált a Crvena Zvezda első csapatában a Ferencváros elleni Európa Liga-mérkőzésen. október 30-án a Kolubara elleni mérkőzésen debütált a szerb szuperligában. december 16.-án 2023 a Spartak (Szabadka elleni) mérkőzésen mesterhármast ért el. 
2024 február 19-én átigazolt az MLS-klub New York City FC-hez, és a 2028 szezon végéig szóló szerződést írt alá a 2029-es szezonra való meghosszabbítás lehetőségével. Február 24-én debütált az Amerikai Ligaban, a 2024-es szezon nyitófordulójában, a Charlotte ellen, a 61. percben lépett pályára Julian Fernandez helyére.